# Cuspidaria filatovae
Cuspidaria filatovae är en musselart. Cuspidaria filatovae ingår i släktet Cuspidaria och familjen Cuspidariidae. Inga underarter finns listade i Catalogue of Life.